# Charles Massi
Charles Massi (* 25. Juli 1952 in Baboua; † 8. Januar 2010 in Bangui) war ein Politiker aus der Zentralafrikanischen Republik. Er war von 1993 bis 1996 Energieminister seines Landes sowie zwischen Februar und Dezember 1997 Landwirtschaftsminister.
Massi war Gründer der Convention of Patriots for Justice and Peace (CPJP), einer Rebellenarmee, die im Osten der Zentralafrikanischen Republik aktiv ist. Er wurde Anfang 2010 im Tschad festgenommen und kam kurz darauf in der Haft in Bangui um.